# Diana Serra Cary
Diana Serra Cary, känd som Baby Peggy, ursprungligen Peggy-Jean Montgomery, född 29 oktober 1918 i San Diego, Kalifornien, död 24 februari 2020 i Gustine, Kalifornien, var en amerikansk barnskådespelare, författare och filmhistoriker. 
Diana Serra Cary var en av de tre stora amerikanska barnstjärnorna under Hollywoods stumfilmsera, tillsammans med Jackie Coogan och Baby Marie. Mellan 1921 och 1923 gjorde hon över 150 kortfilmer för Century Studios. 
Hon upptäcktes vid 19 månaders ålder när hon besökte Century Studios på Sunset Boulevard i Hollywood med sin mor. 
Efter att ha haft ett intresse för både skrivande och historia sedan sin ungdom hittade Cary en andra karriär som författare och stumfilmshistoriker, under namnet Diana Serra Cary. Hon skrev flera böcker och blev en förespråkare för barnskådespelares rättigheter.

## Filmografi i urval
- 1922 - The Little Rascal (kortfilm)
- 1922 - Fools First (kortfilm)
- 1922 - Little Red Riding Hood (kortfilm)
- 1923 - Peg o' the Movies (kortfilm)
- 1923 - Sweetie (kortfilm)
- 1923 - The Kid Reporter (kortfilm)
- 1923 - Taking Orders (kortfilm)
- 1923 - Nobody's Darling (kortfilm)
- 1923 - Little Miss Hollywood (kortfilm)
- 1923 - Miles of Smiles (kortfilm)
- 1923 - Carmen, Jr.
- 1924 - The Flower Girl (kortfilm)
- 1924 - Captain January
- 1924 - The Family Secret
- 1924 - Helen's Babies
- 1934 - Eight Girls in a Boat
- 1936 - Girls' Dormitory